# Leonid Latsepov
Leonid Latsepov (* 22. März 1998) ist ein estnischer Leichtathlet, der sich auf den Langstreckenlauf spezialisiert hat.

## Sportliche Laufbahn
Erste internationale Erfahrungen sammelte Leonid Latsepov bei den Crosslauf-Europameisterschaften 2017 in Šamorín, bei denen er nach 20:23 min auf den 83. Platz im U20-Rennen gelangte. Im Jahr darauf wurde er bei den Crosslauf-Europameisterschaften 2018 in Tilburg nach 26:31 min 86. im U23-Rennen und 2019 schied er bei der Sommer-Universiade in Neapel mit 14:50;02 min im Vorlauf im 5000-Meter-Lauf aus. Bei den Crosslauf-Europameisterschaften 2021 in Dublin gelangte er nach 33:20 min auf den 64. Platz im Einzelrennen und im Jahr darauf wurde er bei den Crosslauf-Europameisterschaften in Turin nach 31:24 min auf den 47. Platz. Bei den Crosslauf-Weltmeisterschaften 2023 in Bathurst lief er nach 33:36 min auf dem 70. Platz ein und im Juni wurde er bei der 2. Liga der Team-Europameisterschaft im Rahmen der Europaspiele in Chorzów in 14:08,73 min Achter über 5000 Meter. Anschließend belegte er bei den World University Games in Chengdu in 1:06:05 h den siebten Platz im Halbmarathon und im Oktober wurde er bei den Straßenlauf-Weltmeisterschaften in Riga nach 1:04:16 h 61. Im Jahr darauf lief er bei den Europameisterschaften in Rom nach 1:07:09 h auf dem 51. Platz im Halbmarathon ein. Im Dezember wurde er bei den Crosslauf-Europameisterschaften in Antalya nach 24:08 min 65. im Einzelrennen. Bei den erstmals ausgetragenen Straßenlauf-Europameisterschaften 2025 in Löwen gelangte er nach 2:16:47 h auf den 18. Platz über die Marathondistanz.
In den Jahren 2022 und 2023 wurde Katsepov estnischer Meister im Marathon sowie 2022 über 10.000 Meter und 2023 über 5000 Meter und im 10-km-Straßenlauf und 2024 im Halbmarathon. Zudem wurde er 2022 Hallenmeister im 3000-Meter-Lauf.

## Persönliche Bestleistungen
- 3000 Meter: 8:22,04 min, 20. Juni 2021 in Cluj-Napoca
  - 3000 Meter (Halle): 8:22,74 min, 27. Februar 2022 in Tallinn
- 5000 Meter: 14:04,41 min, 30. Juli 2023 in Tallinn
- 10.000 Meter: 29:42,22 min, 21. August 2021 in Pärnu
- Halbmarathon: 1:04:01 h, 3. April 2022 in Berlin
- Marathon: 2:13:38 h, 21. April 2024 in Wien